# Siurgus Donigala
Siurgus Donigala ist eine italienische Gemeinde (comune) mit 1834 Einwohnern (Stand 31. Dezember 2023) in der Metropolitanstadt Cagliari auf Sardinien. Die Gemeinde liegt etwa 38 Kilometer nordnordöstlich von Cagliari. Im Nordosten des Gemeindegebiets befindet sich der Lago Mulargia.